# 端姑阿都拉曼体育场
端姑阿都拉曼体育场位于马来西亚森美兰州芙蓉内的一座体育场，现为森美兰与森美兰水务局主场。